# Tình dục bằng miệng

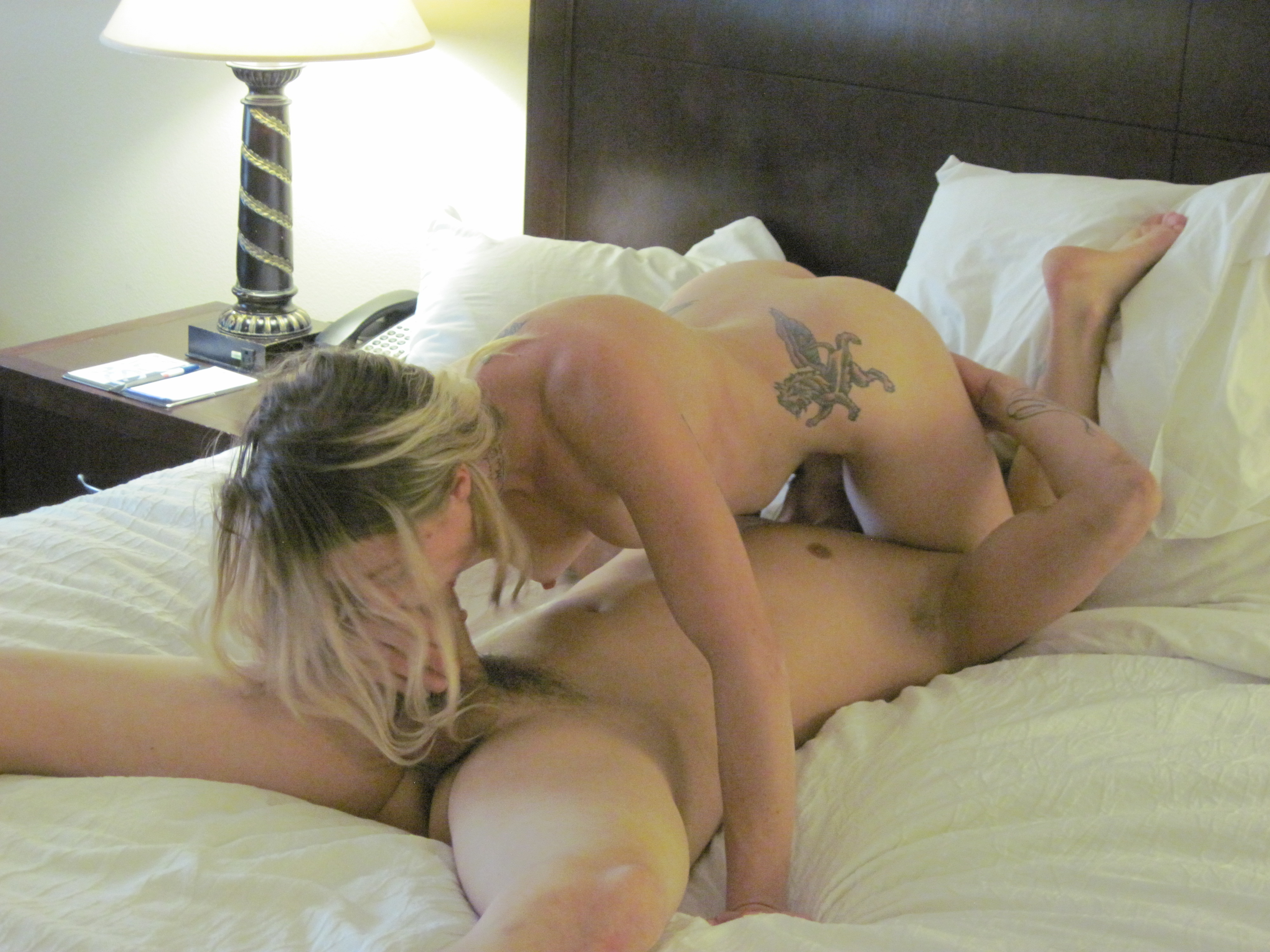

Làm tình bằng miệng, còn gọi là tình dục đường miệng hay khẩu giao, là hình thức quan hệ tình dục có sử dụng miệng (bao gồm môi, răng và lưỡi) tiếp xúc với các cơ quan sinh dục trong quá trình quan hệ tình dục. Các động tác trong khẩu giao có thể là dùng miệng để tiếp xúc với cơ quan sinh dục như dương vật và âm đạo.

## Tên gọi chi tiết
Liếm âm hộ (cunnilingus) là việc làm tình bằng miệng cho một người nữ và liếm dương vật (fellatio) là việc làm tình bằng miệng cho một người nam. Liếm hậu môn (analingus) là việc dùng miệng để kích thích hậu môn.

## Phân biệt các hành động dùng miệng khác
Các động tác dùng miệng để tiếp xúc với các bộ phận khác của cơ thể trong lúc không nhằm mục đích quan hệ tình dục không được coi là khẩu giao. Ví dụ như dùng miệng mút, bú hay hôn hít chân tay hoặc một số bộ phận khác. Người ta có thể khẩu giao như một cách để khởi động trước khi giao hợp hoặc làm trong khi hoặc sau khi giao hợp.
Làm tình bằng miệng không làm có thai nhưng vẫn có nguy cơ lây truyền các bệnh lây truyền qua đường tình dục như AIDS, giang mai, HPV... đặc biệt là khi nhiều người thường không sử dụng các biện pháp phòng vệ (như bao cao su) đối với phương pháp quan hệ này vì lầm tưởng là nó an toàn.

## Phương pháp
Cả người đồng tính và dị tính luyến ái đều có thể làm tình bằng miệng. Đối với dị tính luyến ái, nhiều cặp khẩu giao để ngừa thai hoặc để thay đổi cách làm tình. Khẩu giao không phải là phương pháp hiệu quả để ngăn ngừa các bệnh lây truyền qua đường tình dục (STD) mặc dù đối với một số bệnh, thì cách làm tình này ít lây nhiễm hơn.
Giống như việc cùng thủ dâm và các dạng tình dục không thâm nhập, nhiều người cho rằng khẩu giao không phải là tính giao giống như giao hợp. Do đó đối với nhiều người khẩu giao là cách trải nghiệm cảm giác mà không làm rách màng trinh.

### Các dạng
Khẩu giao tương hỗ (Facesitting) là một cách làm tình đường miệng khi đó người nhận sẽ ngồi trên mặt của người cho và đưa bộ phận sinh dục của mình vào miệng người cho. Hai người có thể thực hiện cùng lúc, cách này còn gọi là khẩu giao kiểu sáu chín (69).
Phun và/hoặc nuốt dâm thủy có thể đem lại cảm giác khác biệt. Nhìn nhau trong lúc này cũng có thể đem lại nhiều kích thích và cảm giác hơn bởi vì sự nhận biết được rằng một con người thật đang thực hiện hơn là máy móc hay dụng cụ hỗ trợ.
Một vài trường hợp rất hiếm với xương sống dẻo có thể tự làm tình bằng miệng được.
Gangsuck, blowbang hoặc lineup là khi một phụ nữ thực hiện khẩu giao cho nhiều người nam cùng lúc. Đây đều là những tiếng lóng được dùng trong quần giao (group sex). Khẩu giao đôi khi đi kèm với bukkake và gokkun, nhưng không phải lúc nào cũng như thế.

## Thái độ
Có nhiều thái độ khác nhau đối với việc làm tình đường miệng bao gồm từ ghê tởm cho đến tôn sùng: thời La Mã cổ đại, làm tình bằng miệng cho nam được coi là bị cấm hoàn toàn. Trong khi đó theo Lão giáo ở Trung Hoa, làm tình bằng miệng cho nữ được tôn sùng như một cách về mặt tinh thần làm tăng tuổi thọ. Trong văn hóa phương Tây hiện đại, chỉ vài người tôn sùng làm tình bằng miệng tuy nhiên nó đã được thực hiện rộng rãi.
Làm tình bằng miệng từng bị cấm kỵ hoặc không tán thành trong nhiều nền văn hóa và nhiều nơi trên thế giới, ít nhiều trong đạo Cơ đốc, văn hóa Cận Sahara, La Mã cổ đại và Ấn Độ cổ đại hoặc trong nhiều tài liệu hiện nay của đạo Hồi. Lý do được đưa ra là nó không duy trì nòi giống và không sạch sẽ.
Trong các cuộc Thập tự chinh, người ta tin rằng người Mamluk đã ép buộc các tù binh đạo Cơ đốc thực hiện làm tình bằng miệng cho mình. Hành động này cũng là một dạng cưỡng hiếp và được gọi là "Cưỡng hiếp kiểu Ai Cập" (tiếng Anh: Egyptian Rape).

## Nguy cơ lây nhiễm
Chủng virus Chlamydia human papillomavirus (HPV), bệnh lậu, bệnh mụn giộp (herpes), hepatitis (multiple strains) và các bệnh lây truyền qua đường tình dục khác (STD) - bao gồm HIV - có thể lây truyền qua làm tình bằng miệng. Nguy cơ lây nhiễm của HIV chưa được biết chính xác tuy nhiên khá thấp. Tiếp xúc trực tiếp với dịch cơ thể của người nhiễm HIV, hoặc xuất tinh trong miệng dưới bất kỳ hình thức nào đều có nguy cơ lây nhiễm. Tuy nhiên nguy cơ lây nhiễm dạng này thường thấp hơn tình dục đường âm đạo hoặc đường hậu môn rất nhiều.
Nguy cơ lây nhiễm HIV qua quan hệ tình dục bằng miệng tăng lên đáng kể khi tình trạng sức khỏe răng miệng kém (loét miệng, nẻ hoặc sứt môi, viêm nhiễm lợi, chảy máu chân răng, nha chu...), có vết loét sinh dục hay có sự hiện diện của các bệnh lây nhiễm qua đường tình dục khác. Ngoài ra, việc ngậm hoặc nuốt tinh dịch, dịch tiết vào miệng cũng khiến nguy cơ lây bệnh tăng cao, vì mầm bệnh có thể xâm nhập qua lưỡi, miệng và cổ họng (vốn có lớp niêm mạc rất mỏng) để vào cơ thể.
Nếu người nhận có vết thương hở ở bộ phận sinh dục hoặc nếu người cho có vết thương hở trong hoặc ngoài miệng, hoặc chảy máu đều tăng nguy cơ lây nhiễm. Đánh răng, xỉa răng, đi nha khoa hoặc ăn thức ăn giòn cứng (chẳng hạn như trái cây sấy khô) trước hoặc sau khi làm tình bằng miệng một thời gian tương đối có thể làm tăng nguy cơ lây nhiễm, bởi vì tất cả các thao tác này có thể gây ra những vết rách nhỏ trên niêm mạc miệng, tạo ra các vết xây xước nhỏ ở lớp niêm mạc mà mắt thường không thể nhìn thấy được. Những vết thương này, mặc dù không nhìn thấy được, cũng làm tăng nguy cơ lây nhiễm, vì lúc này mầm bệnh có thể lọt qua các tổn thương này. Ngoài ra, nó cũng làm lây nhiễm các vi khuẩn và vi-rút thông thường khác nằm trong vùng bộ phận sinh dục.

### HPV và ung thư vùng miệng
Một nghiên cứu của Đại học Malmö ở Thụy Điển cho thấy làm tình bằng miệng không an toàn với người nhiễm HPV có thể làm tăng nguy cơ bị ung thư vùng miệng. Nghiên cứu xác định 36% bệnh nhân ung thư có HPV so với 1% bệnh nhân ung thư không có HPV.
Một nghiên cứu khác cho rằng có sự tương quan giữa làm tình bằng miệng và ung thư đầu và cổ. Người ta tin rằng đó là do sự lây nhiễm HPV, một vi-rút có liên quan đến phần lớn các ca ung thư cổ tử cung và được tìm thấy trong các mô ung thư vòm họng trong nhiều nghiên cứu. Nghiên cứu của Tạp chí Y học New England kết luận rằng người nào có một đến năm bạn tình đường miệng trong đời có nguy cơ ung thư vòm họng cao xấp xỉ gấp 2 lần so với người không thực hiện làm tình bằng miệng còn người có hơn năm bạn tình đường miệng có nguy cơ tăng 250%.

## Phòng ngừa
Nhiều nhà chuyên môn khuyến cáo sử dụng bao cao su hoặc tấm bảo vệ miệng (dental dam) khi cho và nhận làm tình bằng miệng lúc chưa biết tình trạng bệnh của bạn tình. Có thể dùng tấm bảo vệ miệng tạm thời với bao cao su nhưng nên sử dụng tấm bảo vệ miệng thật vì tấm bảo vệ miệng thật lớn hơn và tấm bảo vệ miệng tạm thời có thể bị thủng trong quá trình cắt khi sản xuất.
Không tình dục bằng miệng nếu bản thân hoặc đối tác có vết loét miệng (chẳng hạn như tổn thương herpes miệng), chảy máu nướu răng, vết xước, vết loét, hoặc nhiễm trùng trong miệng, nhiệt miệng. Tránh nuốt chất lỏng dịch tiết, tinh dịch, hoặc dịch âm đạo.

## Tránh thai
Làm tình bằng miệng không làm có thai vì tinh trùng không thể từ dương vật đi vào tử cung và ống dẫn trứng để thụ tinh với trứng. Ở con người, không có sự liên kết giữa hệ tiêu hóa và đường sinh dục. Tinh trùng nuốt vào sẽ bị axít trong bao tử và các protêin trong ruột non giết và bẻ gãy sau đó được hấp thụ như một dạng thực phẩm không đáng kể.
Mặc dù vậy, làm tình bằng miệng cũng có nguy cơ làm có thai nếu tinh dịch có tiếp xúc trực tiếp với âm đạo. Điều này xảy ra khi tinh dịch dính trên ngón tay hoặc bộ phận khác và dính vào vùng âm đạo cho nên cẩn thận là cần thiết để tránh thai.